# Brian Simpson
Brian Simpson (ur. 6 lutego 1953 w Leigh) – brytyjski polityk, poseł do Parlamentu Europejskiego III, IV, V, VI i VII kadencji.

## Życiorys
Świadectwo w zakresie edukacji otrzymał w 1974. Potem do 1989 pracował jako nauczyciel wychowania fizycznego w Liverpoolu. W latach 1981–1986 był radnym hrabstwa Merseyside oraz wiceprezesem portu lotniczego w Liverpoolu. Od 1987 do 1991 był radnym okręgu miejskiego Warrington. W 1989 po raz pierwszy uzyskał mandat posła do Parlamentu Europejskiego. W 1990 został m.in. prezesem Królewskiego Towarzystwa Zapobiegania Okrucieństwu wobec Zwierząt w okręgu Warrington, Halton i St Helens, dożywotnim członkiem władz Royal National Lifeboat Institution, a także prezesem klubu krykieta w Golborne.
W 1994 i 1999 ponownie uzyskiwał mandat eurodeputowanego, w PE zasiadał do 2004, następnie do 2006 był dyrektorem North West Rail Campaign. W 2006 kolejny raz wszedł do Europarlamentu, w 2009 skutecznie ubiegał się o reelekcję. W VII kadencji został przewodniczącym Komisji Transportu i Turystyki.
Żonaty, ma troje dzieci.